# Neoitamus bengalensis
Neoitamus bengalensis là một loài ruồi trong họ Asilidae. Neoitamus bengalensis được Joseph & Parui miêu tả năm 1981. Loài này phân bố ở miền Ấn Độ - Mã Lai.